# Cal Comte (la Torre de l'Espanyol)
Cal Comte és una obra de la Torre de l'Espanyol (Ribera d'Ebre) inclosa a l'Inventari del Patrimoni Arquitectònic de Catalunya.

## Descripció
Edifici cantoner de planta rectangular amb tres façanes vistes, la principal encarada al carrer Major. La façana lateral està separada de l'església parroquial per un carreró. Consta de cinc crugies, de planta baixa, pis i golfes, i la coberta a dues vessants amb el carener paral·lel a la façana. S'hi accedeix per un portal d'arc de mig punt adovellat, sobre el qual hi ha diversos finestrals amb balcons i suports forjats, sota els quals hi ha ceràmica ornamentada. Des del primer pis surt un pont perpendicular que creua el carrer Major, acabat amb baranes de balustrada. L'acabat exterior és arrebossat, excepte les cantonades, definides amb carreus escairats.